# Trebaseleghe
Trebaseleghe é uma comuna italiana da região do Vêneto, província de Pádua, com cerca de 10.998 habitantes. Estende-se por uma área de 30 km², tendo uma densidade populacional de 367 hab/km². Faz fronteira com Camposampiero, Massanzago, Noale (VE), Piombino Dese, Scorzè (VE), Zero Branco (TV).

## Demografia
| Variação demográfica do município entre 1861 e 2011                               |
|                                                                                   |
| Fonte: Istituto Nazionale di Statistica (ISTAT) - Elaboração gráfica da Wikipedia |